# Fonds commun des collectivités locales
 (décembre 2015).
Si vous disposez d'ouvrages ou d'articles de référence ou si vous connaissez des sites web de qualité traitant du thème abordé ici, merci de compléter l'article en donnant les références utiles à sa vérifiabilité et en les liant à la section « Notes et références ».
 (octobre 2019).
Le fonds commun des collectivités locales est un établissement public à caractère administratif placé sous la tutelle du Ministère de l'Intérieur et des Collectivités locales, régi par le décret no 86-266 du 4 novembre 1986.

## Missions
Il a pour mission principale la concrétisation de la solidarité financière inter-collectivités locales. À ce titre, il est chargé d'accorder des subventions aux collectivités locales et notamment d'attributions de péréquation et de subventions exceptionnelles pour la section fonctionnement et des subventions d'équipement, pour la section équipement des budgets locaux. Le fonds est également chargé :
- De gérer les Fonds de Solidarité des Collectivités Locales ;
- D’entreprendre et de réaliser toutes études, enquêtes et recherches liées à la promotion des équipements et investissements locaux ;
- D’entreprendre toutes actions de formation et de perfectionnement au profit des fonctionnaires de l’administration locale et des entreprises et services publics locaux ;
- De favoriser des actions d’information et d’échanges d’expériences et de rencontres pour la promotion des Collectivités Locales.

## Attribution de péréquation
L’attribution de péréquation est une dotation de fonctionnement accordée aux collectivités locales. Elle est calculée en fonction de deux paramètres :
- Le nombre d'habitants de la Collectivité Locale,
- Les ressources fiscales et patrimoniales de la Collectivité Locale.

Cette action constitue la ressource principale pour les communes déshéritées, elle permet d'atténuer les inégalités et les disparités des ressources financières existantes entre les Collectivités Locales.

## Subventions
Deux types de subventions exceptionnelles sont prévus par le décret régissant le fonds commun des collectivités locales :
- Les subventions exceptionnelles d'équilibre destinées aux collectivités locales confrontées à une situation financière particulièrement difficile pour équilibrer le budget et assurer la couverture financière des dépenses obligatoires (salaires et charges annexes) pour l'année.
- Subventions exceptionnelles accordées aux Collectivités Locales pour événements calamiteux ou imprévisibles et ce pour assister et aider les Collectivités Locales à faire face aux premiers secours d'urgence en cas de calamité naturelle ou situation particulière.

### Subventions d'équipement
Le Fonds Commun des Collectivités Locales accorde des subventions d'équipement aux collectivités locales pour la réalisation d'opérations destinées à L’amélioration du cadre de vie des citoyens et qui relèvent des missions traditionnelles des collectivités locales.
Les crédits sont accordés en priorité aux collectivités locales déshéritées. Outre ces principales interventions financières au profit des collectivités locales, le Fonds Commun des Collectivités Locales assure le financement des actions déformation d'information et d'études en faveur des agents et élus locaux. Il assure également la compensation des moins-values fiscales au titre des fonds de garantie des collectivités locales.

## Organisation et fonctionnement
Le fonds commun des collectivités locales est administré par un conseil d'orientation et dirigé par un directeur.
Le Conseil d'orientation est présidé par le Ministre d’État, Ministre de l'Intérieur et des Collectivités locales ou son représentant, il comprend quatorze membres[réf. nécessaire] :
- Sept membres désignés
- Un Wali et un représentant du Ministère de l'Intérieur et des Collectivités locales, tous deux désignés par le Ministre d’État, Ministre de l'Intérieur et des Collectivités locales.
- Trois représentants du Ministère des finances désignés par le Ministre des Finances (Direction Générale du budget-Direction Générale des Impôts-division Équipement).
- Le Directeur général de l'ANA.T ou son représentant.
- Le Directeur général de la BDL ou son représentant.
- Sept membres élus par leurs pairs pour la durée de leur mandat.
- Deux Présidents d’A.P de Wilaya
- Cinq Présidents d'A. P. Communale.

Le Conseil d’orientation délibère sur l'ensemble des programmes annuels du Fonds Commun des Collectivités Locales, des budgets, des comptes administratifs, les bilans et sur toutes les questions liées à l'amélioration de la gestion des Collectivités Locales et du Fonds Commun des Collectivités Locales.
Selon le budget de l’État pour 2015, les montants destinés au développement et au fonctionnement des collectivités locales connaitrons une très légère hausse par rapport à l’année écoulée. La dotation globale allouée au Fonds commun des collectivités locales (FCCL) pour 2015 s’élève à 189,46 milliards de dinars, contre 187,36 milliards de dinars en 2014, enregistrant ainsi une augmentation de 2,1 milliards de dinars, soit 1,12 %.